# Get Some
Albums de Snot
Strait Up
(2000)
Get Some est le premier et seul album studio complet du groupe californien de punk/metal Snot. Sorti en 1997, il inclut les singles I Jus' Lie et Get Some. L'album rencontra un grand succès et le groupe joua au Ozzfest cette même année. De nombreux fans et critiques prédirent que Snot allait devenir très populaire avec l'album suivant mais le chanteur Lynn Strait décéda dans un accident de voiture avant que le chant ne soit ajouté aux pistes devant y figurer.
L'album a été produit par T-Ray, un ancien collaborateur de Helmet et House of Pain.

## Liste des titres
1. Snot - 3:23
2. Stoopid - 3:53
3. Joy Ride - 2:26
4. The Box - 3:25
5. Snooze Button - 4:17
6. 313 - 2:25
7. Get Some - 4:56
8. Deadfall - 2:19
9. I Jus' Lie - 3:34
10. Get Some O' Deez - 0:58
11. Unplugged - 4:11
12. Tecato - 4:30
13. M.. Brett - 2:13
14. Get Some Keez - 2:46
15. My Balls - 2:58